# عين القرش
عين القرش "Polinices duplicatus" (بالإنجليزية: Shark Eye)‏ هو نوع من أنواع الحلازين المائية المفترسة الشائعة، التي تنتمي لفصيلة الحلازين القمرية. يكثر انتشار حلزون عين القرش غرب المحيط الأطلسي، وبالتحديد في المناطق الممتدة ما بين ماساتشوستس وفلوريدا، وفي خليج المكسيك.
يتغذى عين القرش على المحار الملزمي والحلزونات، ويعيش في الرمال أو الطين. يصل عرض الصدفة لحوالي 8 سم، وطولها 5 سم تقريباً، وهي لامعة، ذات ألوان تتراوح ما بين البني الرمادي والأسمر الخفيف مع مسحة خفيفة من اللون الأزرق أو الإرجواني، وتحتوي ما بين 4 إلى 5 التفافات. أما الناحية الداخلية، فتتخذ في العادة لوناً بنياً محمراً.

## معرض صور

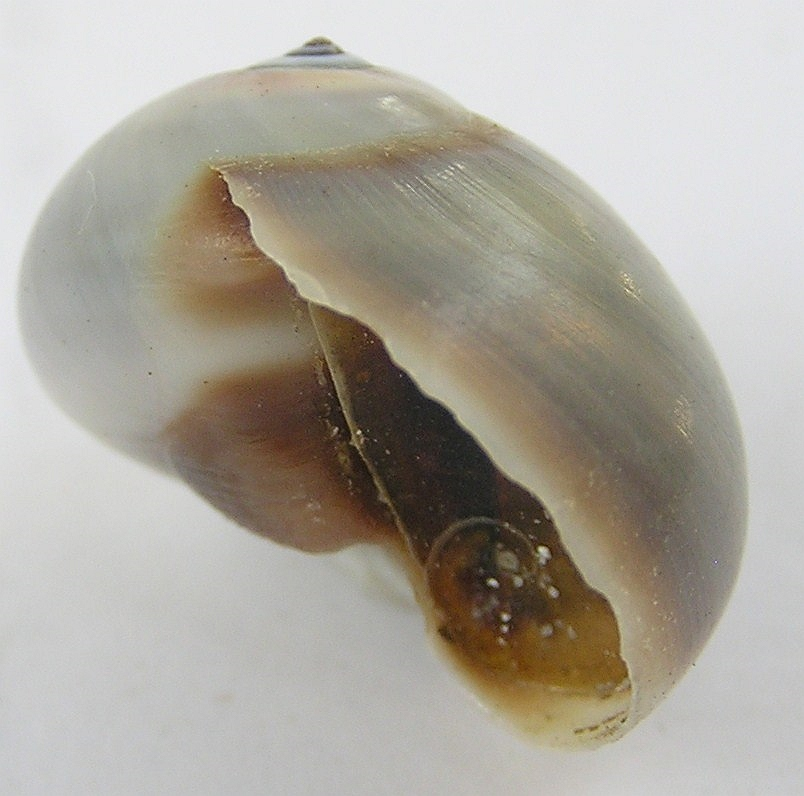
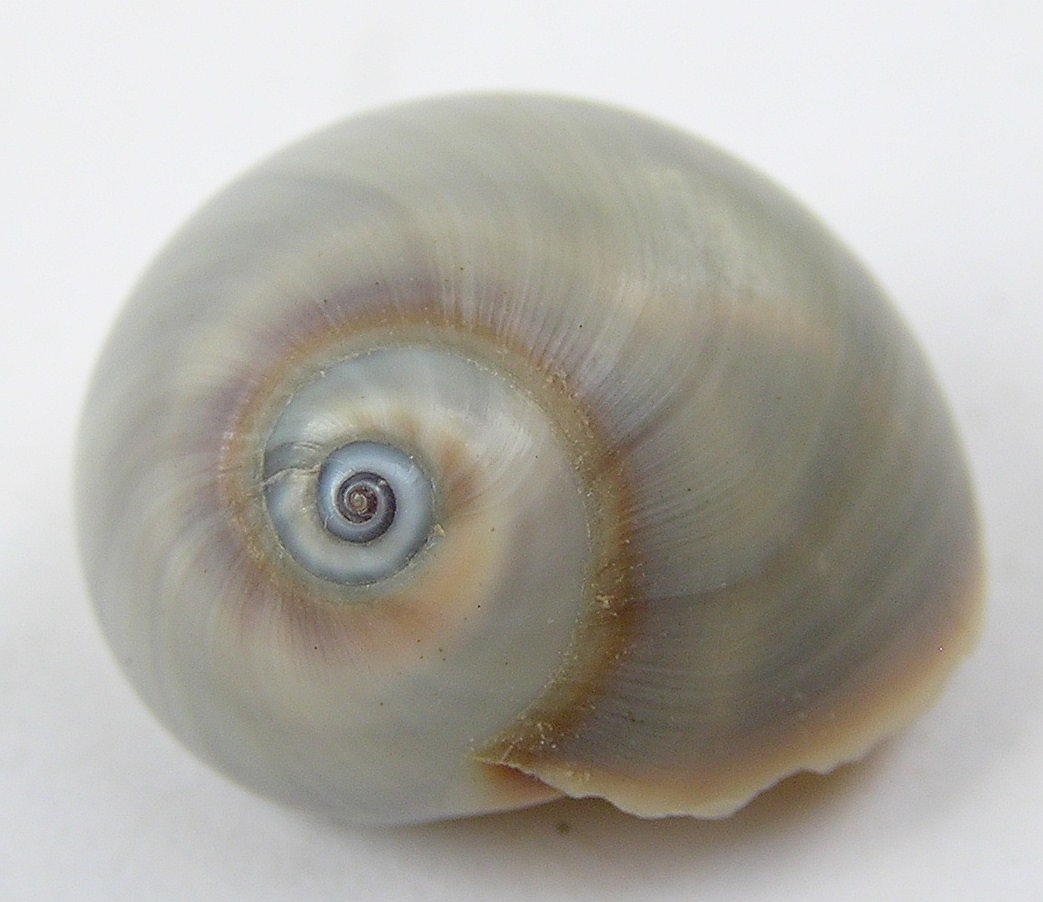
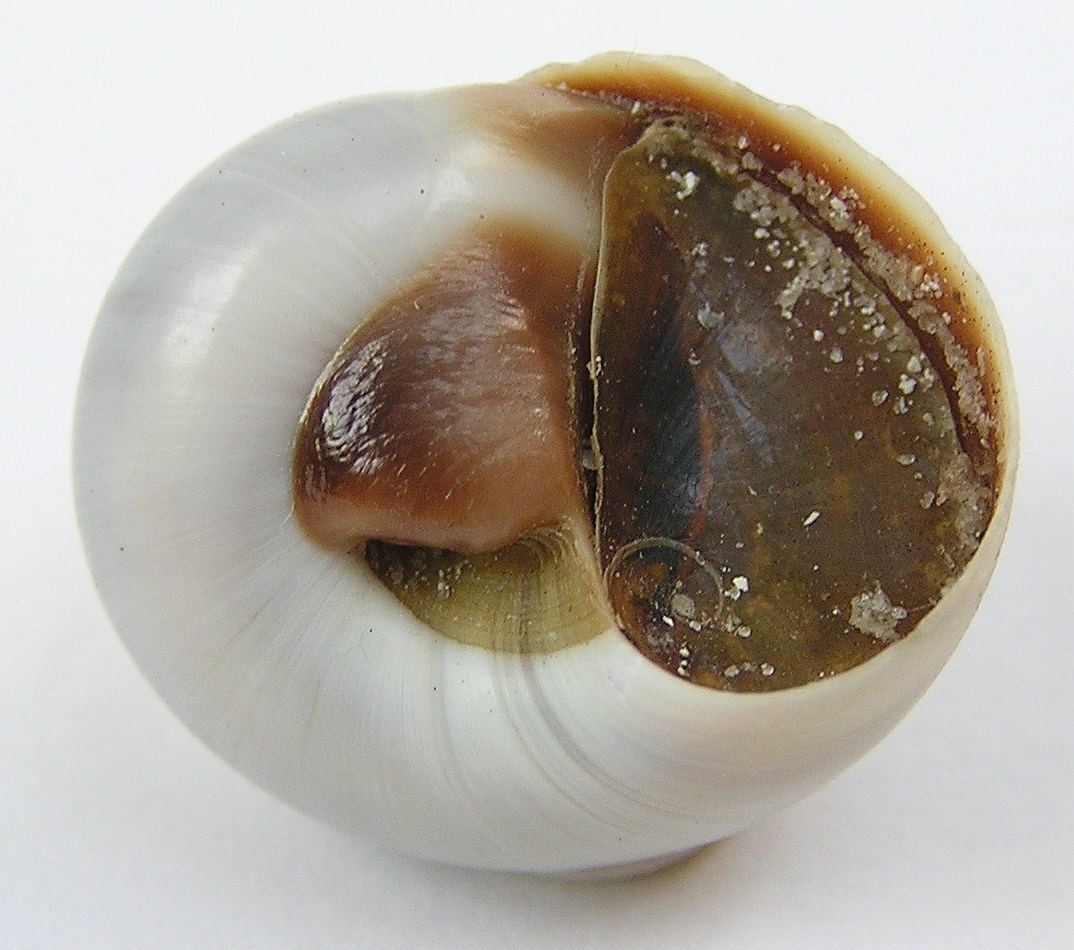